# Helge Grabitz
Helge Grabitz, geborene Gottschalk (* 2. August 1934 in Hamburg; † 17. Juli 2003 in Berlin), war eine deutsche Oberstaatsanwältin in Hamburg, die hauptsächlich mit der Aufklärung nationalsozialistischer Gewaltverbrechen befasst war. Sie publizierte mehrere Werke zur Holocaust- und Genozidforschung.

## Leben
Helge Gottschalk wuchs als Tochter des Studienrates und Nationalsozialisten Gottschalk in Hamburg auf und studierte nach dem Abitur ab 1954 an den Universitäten von Tübingen und Hamburg Jura. Zum Jahresbeginn 1966 erhielt sie eine Stelle in der Hamburger Justiz, als diese sechsundzwanzig neue Planstellen zur Verfolgung nationalsozialistischer Gewaltverbrechen schuf. 1968 heiratete sie den Juristen und späteren Hochschullehrer Eberhard Grabitz (aus der Ehe ging die Tochter Nicola hervor). Bis zur Pensionierung im Jahr 1998 – als ihre Abteilung nur noch aus ihr bestand – bearbeitete Helge Grabitz hauptsächlich NS-Ermittlungen. Während der 1960er und 1970er Jahre führte die Hamburger Staatsanwaltschaft unter anderem in vier großen Komplexen (Distrikt Warschau, Distrikt Lublin, Ghetto Riga, Ghetto Radom), in mittleren Komplexen (Ghetto Slonim, Reserve-Polizei-Bataillon 101) und „kleineren“ Verfahren (Bruno Streckenbach, SS-Schule in Bad Rabka) Untersuchungen durch.
Bei Grabitz’ Tätigkeit entstand ein enger Kontakt zu dem Historiker Wolfgang Scheffler, der als Sachverständiger bei Gericht herangezogen wurde. Anfang der 1990er Jahre heiratete sie ihn in zweiter Ehe. Sie hielten gemeinsame Veranstaltungen an der Technischen und der Freien Universität in Berlin ab und publizierten – teilweise gemeinsam – zur Holocaust- und Genozidforschung.

## Veröffentlichungen (Auswahl)

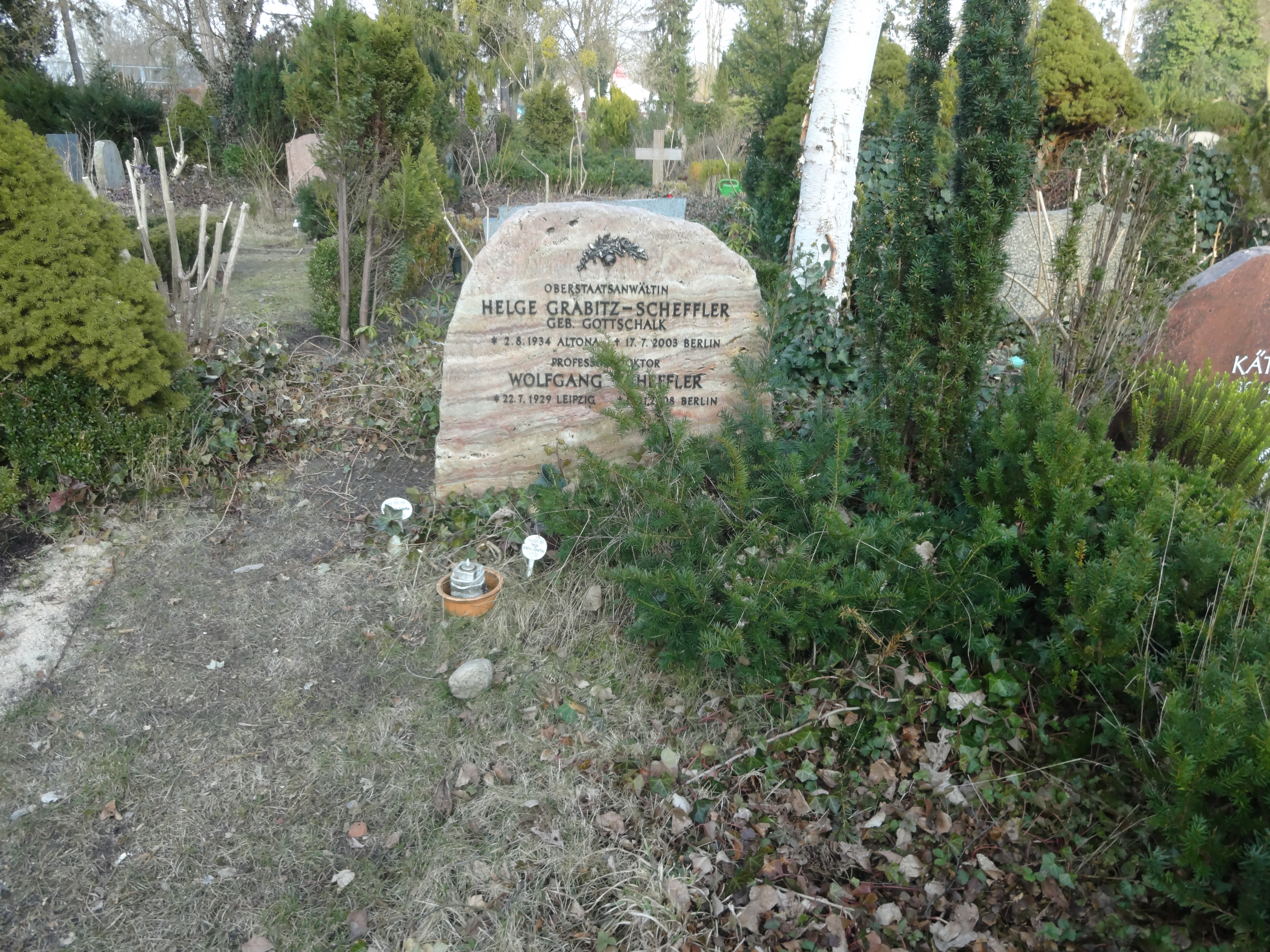
Grabstätte

- NS-Prozesse, Psychogramme der Beteiligten. C.F. Müller 1986, Band 39 von Recht, Justiz, Zeitgeschehen, ISBN 978-3-8114-1986-5.
- mit Wolfgang Scheffler: Letzte Spuren. Ghetto Warschau, SS-Arbeitslager Trawniki, Aktion Erntefest. Fotos und Dokumente über Opfer des Endlösungswahns im Spiegel der historischen Ereignisse, Ed. Hentrich, Berlin 1988.
- Hrsg. Mit Klaus Bästlein und Wolfgang Scheffler: Für Führer, Volk und Vaterland--: Hamburger Justiz im Nationalsozialismus. Justizbehörde Hamburg, 1992, Band 1 von Beiträge zur neueren Hamburger Justizgeschichte, ISBN 978-3-87916-016-7.
- mit Wolfgang Scheffler: Der Ghetto-Aufstand Warschau 1943: aus der Sicht der Täter und Opfer in Aussagen vor deutschen Gerichten, Goldmann, München 1993.
- mit Klaus Bästlein, Johannes Tuchel (Hrsg.): Die Normalität des Verbrechens. Bilanz und Perspektiven der Forschung zu den nationalsozialistischen Gewaltverbrechen. Festschrift für Wolfgang Scheffler zum 65. Geburtstag. Ed. Hentrich, Berlin 1994, ISBN 3-89468-142-X (= Deutsche Vergangenheit, 112).
- Justizbehörde Hamburg (Hrsg.): Täter und Gehilfen des Endlösungswahns. Hamburger Verfahren wegen NS-Gewaltverbrechen 1946–1996, Ergebnisse Verlag, Hamburg 1999, ISBN 3-87916-049-X.